# Alpské lyžování na Zimních olympijských hrách 1972
Alpské lyžování na Zimních olympijských hrách 1972 poblíž Sappora.

## Medailové pořadí zemí
| Pořadí | Země                         | Zlato | Stříbro | Bronz | Celkově |
| ------ | ---------------------------- | ----- | ------- | ----- | ------- |
| 1.     | Švýcarsko (SUI)              | 3     | 2       | 1     | 6       |
| 2.     | Itálie (ITA)                 | 1     | 1       | 1     | 3       |
| 3.     | Spojené státy americké (USA) | 1     | 0       | 1     | 2       |
| 4.     | Španělsko (ESP)              | 1     | 0       | 0     | 1       |
| 5.     | Rakousko (AUT)               | 0     | 2       | 2     | 4       |
| 6.     | Francie (FRA)                | 0     | 1       | 1     | 2       |
|        | Celkem                       | 6     | 6       | 6     | 18      |

## Medailisté

### Muži
| Disciplína  | Zlato                                       | Výkon   | Stříbro                            | Výkon   | Bronz                             | Výkon   |
| ----------- | ------------------------------------------- | ------- | ---------------------------------- | ------- | --------------------------------- | ------- |
| sjezd       | Bernhard Russi · Švýcarsko (SUI)            | 1:51,43 | Roland Collombin · Švýcarsko (SUI) | 1:52,07 | Heinrich Messner · Rakousko (AUT) | 1:52,40 |
| slalom      | Francisco Fernández Ochoa · Španělsko (ESP) | 1:49,27 | Gustav Thöni · Itálie (ITA)        | 1:50,28 | Rolando Thöni · Itálie (ITA)      | 1:50,30 |
| obří slalom | Gustav Thöni · Itálie (ITA)                 | 3:09,62 | Edmund Bruggmann · Švýcarsko (SUI) | 3:10,75 | Werner Mattle · Švýcarsko (SUI)   | 3:10,99 |

### Ženy
| Disciplína  | Zlato                                             | Výkon   | Stříbro                               | Výkon   | Bronz                                           | Výkon   |
| ----------- | ------------------------------------------------- | ------- | ------------------------------------- | ------- | ----------------------------------------------- | ------- |
| sjezd       | Marie-Theres Nadigová · Švýcarsko (SUI)           | 1:36,68 | Annemarie Pröllová · Rakousko (AUT)   | 1:37,00 | Susan Corrocková · Spojené státy americké (USA) | 1:37,68 |
| slalom      | Barbara Cochranová · Spojené státy americké (USA) | 1:31,24 | Danielle Debernardová · Francie (FRA) | 1:31,26 | Florence Steurerová · Francie (FRA)             | 1:32,69 |
| obří slalom | Marie-Theres Nadigová · Švýcarsko (SUI)           | 1:29,90 | Annemarie Pröllová · Rakousko (AUT)   | 1:30,75 | Wiltrud Drexelová · Rakousko (AUT)              | 1:32,35 |